# Arnaud Mousnier-Lompré
Pour les articles homonymes, voir Mousnier et Lompré.
Arnaud Mousnier-Lompré, né en 1960, est, depuis 1989, un traducteur français de romans de science-fiction et de fantasy, qui travaille essentiellement avec deux maisons d'édition, L'Atalante, maison spécialisée dans la science-fiction et le roman noir d'anticipation, et Pygmalion, pour la traduction des cycles littéraires de Robin Hobb.

## Biographie
Arnaud Mousnier-Lompré se présente lui-même comme un mauvais élève (il a triplé sa seconde et n'a pas passé les examens de fin d'année de licence d'anglais), mais possède une excellente mémoire et ses parents étant enseignants en anglais et en littérature, il a « baigné dans la littérature toute [son] enfance et [son] adolescence ».
Depuis l'âge de 12 ans, il est passionné par la science-fiction. Ubik de Philip K. Dick, Rêve de fer de Norman Spinrad ou La Guerre éternelle de Joe Haldeman sont des romans qui l'ont particulièrement touché lorsqu'il était adolescent.
Il a traduit son premier roman à 17 ans, roman qui n'a jamais été publié car il avait déjà été traduit. En 1989, à l'âge de 29 ans, il est devenu traducteur, après avoir rencontré à Grenoble un traducteur qui l'a fait entrer chez Presses-Pocket où il traduit des romans de science-fiction. En 1995, il prend contact avec L'Atalante, maison spécialisée dans la science-fiction et le roman noir d'anticipation où il travaille toujours. Il estime qu'il y a beaucoup appris, chaque traduction lui étant retournée, annotée de la main de Pierre Michaut, le directeur de publication. En 1996, on lui signale que Pygmalion cherche un traducteur pour une nouvelle série de fantasy : Royal Assassin, de Robin Hobb. La lecture du premier volet, Assassin's Apprentice, qui lui paraît « génial », le convainc de l'intérêt de la série, qu'il traduit depuis 1997, et dont le succès lui permet de vivre de son métier et d'avoir « des revenus honnêtes ».
Il vit depuis 2005 à Saint-Georges-d'Orques, près de  Montpellier avec sa femme, ses trois enfants et ses chats. Aimant le jardinage et les jardins japonais, il a réalisé un jardin zen avec des plantes et des arbres de la garrigue environnante.

## Publications

### ChezPocket
- Le Champion éternel par Michael Moorcock.
- Les Guerriers d’argent par Michael Moorcock
- Le Dragon de l’épée par Michael Moorcock
- Cher Démon par Mercedes Lackey et Piers Anthony
- La Jeune Fille et les Clones par David Brin
- Plus fort que le Feu par Philip José Farmer
- La Rage d’Orc le Rouge par Philip José Farmer
- Le Bal des schizos par Philip K. Dick
- Mulengro par Charles de Lint
- Tout sauf un homme par Isaac Asimov et Robert Silverberg
- L'Enfant du temps par Isaac Asimov et Robert Silverberg

### ChezJ'ai lu
- La Quête onirique de Kadath l’inconnue par H. P. Lovecraft
- Les Chevaliers de la brune par Tim Powers
- Down and Dirty par George R. R. Martin (en collaboration avec Henry-Luc Planchat)

### ChezL’Atalante

#### Romans indépendants
- Les Rives du crépuscule par Michael Moorcock
- Patience d’Imakulata par Orson Scott Card
- Le Trésor dans la boîte par Orson Scott Card
- La Rédemption de Christophe Colomb par Orson Scott Card
- Mission Basilic par David Weber
- Enchantement par Orson Scott Card
- L'Inspecteur Zhen et la Traite des âmes par Liz Williams (en)

#### SérieTerre des Origines
1. Basilica par Orson Scott Card
2. Le Général par Orson Scott Card
3. L'Exode par Orson Scott Card
4. Le Retour par Orson Scott Card
5. Les Terriens par Orson Scott Card

#### SériePortulans de l’Imaginaire
1. L'Homme transformé par Orson Scott Card
2. Avatars par Orson Scott Card
3. Sonates frelatées par Orson Scott Card
4. Cruels miracles par Orson Scott Card

#### SérieLa Saga des ombres
1. La Stratégie de l'ombre par Orson Scott Card
2. L'Ombre de l'Hégémon par Orson Scott Card
3. Les Marionnettes de l'ombre par Orson Scott Card
4. L'Ombre du géant par Orson Scott Card
5. Les Rejetons de l'ombre par Orson Scott Card

#### SérieTraquemort
1. Le Proscrit par Simon R. Green
2. La Rébellion par Simon R. Green
3. La Guerre par Simon R. Green
4. L'Honneur par Simon R. Green
5. La Destinée par Simon R. Green
6. L'Héritage par Simon R. Green
7. Le Retour par Simon R. Green
8. La Coda par Simon R. Green

### ChezPygmalion

#### Romans ou recueils indépendants
- L'Héritage et autres nouvelles par Robin Hobb
- Le Prince bâtard par Robin Hobb
- Pour le pire par E. G. Scott
- Sorciers et Magie, édité par Gardner R. Dozois

#### SérieL'Assassin royal
1. L'Apprenti assassin par Robin Hobb
2. L'Assassin du roi par Robin Hobb
3. La Nef du crépuscule par Robin Hobb
4. Le Poison de la vengeance par Robin Hobb
5. La Voie magique par Robin Hobb
6. La Reine solitaire par Robin Hobb
7. Le Prophète blanc par Robin Hobb
8. La Secte maudite par Robin Hobb
9. Les Secrets de Castelcerf par Robin Hobb
10. Serments et Deuils par Robin Hobb
11. Le Dragon des glaces par Robin Hobb
12. L'Homme noir par Robin Hobb
13. Adieux et Retrouvailles par Robin Hobb

#### SérieLes Aventuriers de la mer
1. Le Vaisseau magique par Robin Hobb
2. Le Navire aux esclaves par Robin Hobb
3. La Conquête de la liberté par Robin Hobb

#### SérieLe Soldat chamane
1. La Déchirure par Robin Hobb
2. Le Cavalier rêveur par Robin Hobb
3. Le Fils rejeté par Robin Hobb
4. La Magie de la peur par Robin Hobb
5. Le Choix du soldat par Robin Hobb
6. Le Renégat par Robin Hobb
7. Danse de terreur par Robin Hobb
8. Racines par Robin Hobb

#### SérieLes Cités des Anciens
1. Dragons et Serpents par Robin Hobb
2. Les Eaux acides par Robin Hobb
3. La Fureur du fleuve par Robin Hobb
4. La Décrue par Robin Hobb
5. Les Gardiens des souvenirs par Robin Hobb
6. Les Pillards par Robin Hobb
7. Le Vol des dragons par Robin Hobb
8. Le Puits d'Argent par Robin Hobb

#### SérieLe Fou et l'Assassin
1. Le Fou et l'Assassin par Robin Hobb
2. La Fille de l'assassin par Robin Hobb
3. En quête de vengeance par Robin Hobb
4. Le Retour de l'assassin par Robin Hobb
5. Sur les rives de l'Art par Robin Hobb
6. Le Destin de l'assassin par Robin Hobb

### ChezActuSF
- Lovecraft : Je suis Providence par S. T. Joshi (en collaboration avec Thomas Bauduret, Erwan Devos, Florence Dolisi, Pierre-Paul Durastanti, Jacques Fuentealba, Hermine Hémon, Annaïg Houesnard, Maxime Le Dain et Alex Nikolavitch)

### Chez De Saxus

#### SérieGilded
1. Gilded par Marissa Meyer
2. Cursed par Marissa Meyer